# 草柳俊一
草柳 俊一（くさやなぎ しゅんいち、1953年6月17日 - ）は、日本の録音エンジニア、落語研究家。

## 来歴・人物
神奈川県横浜市生まれ。日本大学芸術学部卒。
1977年、アオイスタジオへ入社して映画関係の仕事に従事する。1980年、音楽部門へ配置されてアシスタントに従事する。1984年7月、ハミングバード録音課へ入社する。1994年7月、マイカルハミングバードが映像音楽事業を譲渡したことからワーナーミュージック・ジャパン録音課へ移籍する。1996年8月、同社を退社してフリーランスとなる。
2011年、キントトレコードでプロデューサに就く。
落語研究家として、過去の落語音源などのリマスターを担当したCD復刻、落語録音の企画、監修、録音、録音技術担当などを手がける。立川談志の落語会、CD「談志百席」などの録音も手掛けた。

## NHK「ラジオ名人寄席」の権利侵害の告発
NHKラジオ第1放送『ラジオ名人寄席』の放送を録音し、放送された番組内の詳細を記して該当する音源の「鑑定」と称して独断し、「NHKが収録した以外の市販されていない音源がある」「番組内で音源の紹介に誤りがある」と自身のウェブサイトで長らく指摘していた。NHKの視聴者センターへ「『ラジオ名人寄席』で民間放送で放送された落語を流しているが、おかしいので調べて欲しい」と、過去に3回電話したと述べている。
2008年2月、落語会の楽屋で雑談中に「『ラジオ名人寄席』の番組内で使用している音源に問題がある」ことが話題にのぼった。「『早起き名人会』で放送された音も流れている」との草柳の話に『早起き名人会』を担当した元TBSラジオ社員の川戸貞吉が「確認したい」と反応し、後日に放送録音を草柳から借用した川戸が「『早起き名人会』以外他の番組では一切使用していなく、市販もされていない」音源が『ラジオ名人寄席』で放送された、とNHKへ調査を依頼したことから騒動となる。
「『ラジオ名人寄席』での音源不正使用」で告発人として川戸と共に事情説明を求め、NHKの番組関係者や番組出演者の玉置宏から責任として「玉置宏の番組降板」「番組打ち切り」を説明されたが、玉置の個人的な責任として「横浜にぎわい座館長辞任」を迫り、玉置は辞意を表すも横浜市の「横浜にぎわい座」運営関係者が慰留した。これを不服として3月31日に都内で川戸貞吉と共に反論の記者会見を行ってさらに責任追及を続けたが、衆目は得られなかった。玉置は失意中の2010年に逝去した。
また2人が手がけた本事件に関連する一連の追及の結果として、1年後の2009年3月末までにこの分野の放送番組が国内からいったん一掃された。

## 「極楽亭プロジェクト」
1998年来、個人的にエアチェックしたコレクション、市販のカセットテープ、レコード、CDなどから未編集で「内容の一番良い物」、市販商品や放送録音で演者、演目、収録日が同一で「録音状態の良い物」、を聞き比べてMDなどに複製しており、「過去に放送された落語演芸の音源等を収拾、鑑定、保存し、将来的には「寄席演芸の『音の博物館』」を目指す」とする『極楽亭プロジェクト』の発起人として、主旨に賛同する協力者を得てデジタル録音で複製している。本人のウェブサイトの「落語番組指名手配帳」に「最近の放送番組で、私が録音し損なったものです。もし録音された方がございましたらお貸し下さい。」と2010年秋季まで記していた。2020年時点ではコレクターとの情報交換などで、1962年以降に放送された音源の半分ほどを入手しハードディスクに格納している。  

## メディア出演
- 2011年10月6日(火)（13日(火)（リピート放送））23:00-23:55 - BSフジ「アトリエ de 加山」サブタイトル「落語と若大将」、 出演 加山雄三、ゲスト 小倉久寛。
  - 番組内で「録音技師の密かな楽しみ」と題して横浜市の自宅で事前に収録された草柳が出演し、「ラジオ、テレビ放送の落語番組を録音して2100席ほどの話芸をコレクションし、「キントト・レコード」を友人らと始めてさまざまな噺家の話芸をCDとして販売している」と語った。
- 2022年2月24日（木）21:00 - 21:54 TOKYO MX1「バラいろダンディ」サブタイトル「落語を愛しすぎた「録音技師」の仕事」、MC：ふかわりょう、大島由香里　ゲスト：ナジャ・グランディーバ、金村義明